# Schwingmühle
Le moulin de la Schwingmühle est un écart de la commune de Hanviller, sur la Horn, dans le département de la Moselle. Aujourd'hui, le moulin de la Schwingmühle est un gîte classé "Gite de France". 

## Histoire
Le moulin est, d'après la tradition, construit en 1758 sur le ban du village disparu de Würschweiher. Par ordonnance royale de 1779, le marquis de l'Aubespine est autorisé à construire une verrerie sous le nom de Manufacture royale de Saint-Agricole sur le Hornbach, mais l'opposition des verreries de Meisenthal et de Goetzenbrück fait échouer le projet.
L'édifice est inscrit à l'Inventaire topographique de la région Lorraine.